# Klaus Mitffoch
Klaus Mitffoch là một ban nhạc rock của Ba Lan được thành lập vào năm 1979 tại Wrocław với các thành viên ban đầu gồm Lech Janerka, Krzysztof Pociecha và Kazimierz Sycz. Ngay sau đó, Wiesław Mrozik và Marek Puchała (người thay thế Sycz chơi trống) đã tham gia ban nhạc, và ban nhạc đã thu được một lượng lớn người hâm mộ từ giới underground. Họ thu âm đĩa đơn đầu tiên Ogniowe Strzelby/Śmielej vào năm 1983 và giới thiệu album đầu tay Klaus Mitffoch vào năm 1984. Album này đã nhận được nhiều giải thưởng và được xem là một trong những album quan trọng nhất trong lịch sử nhạc rock của Ba Lan.

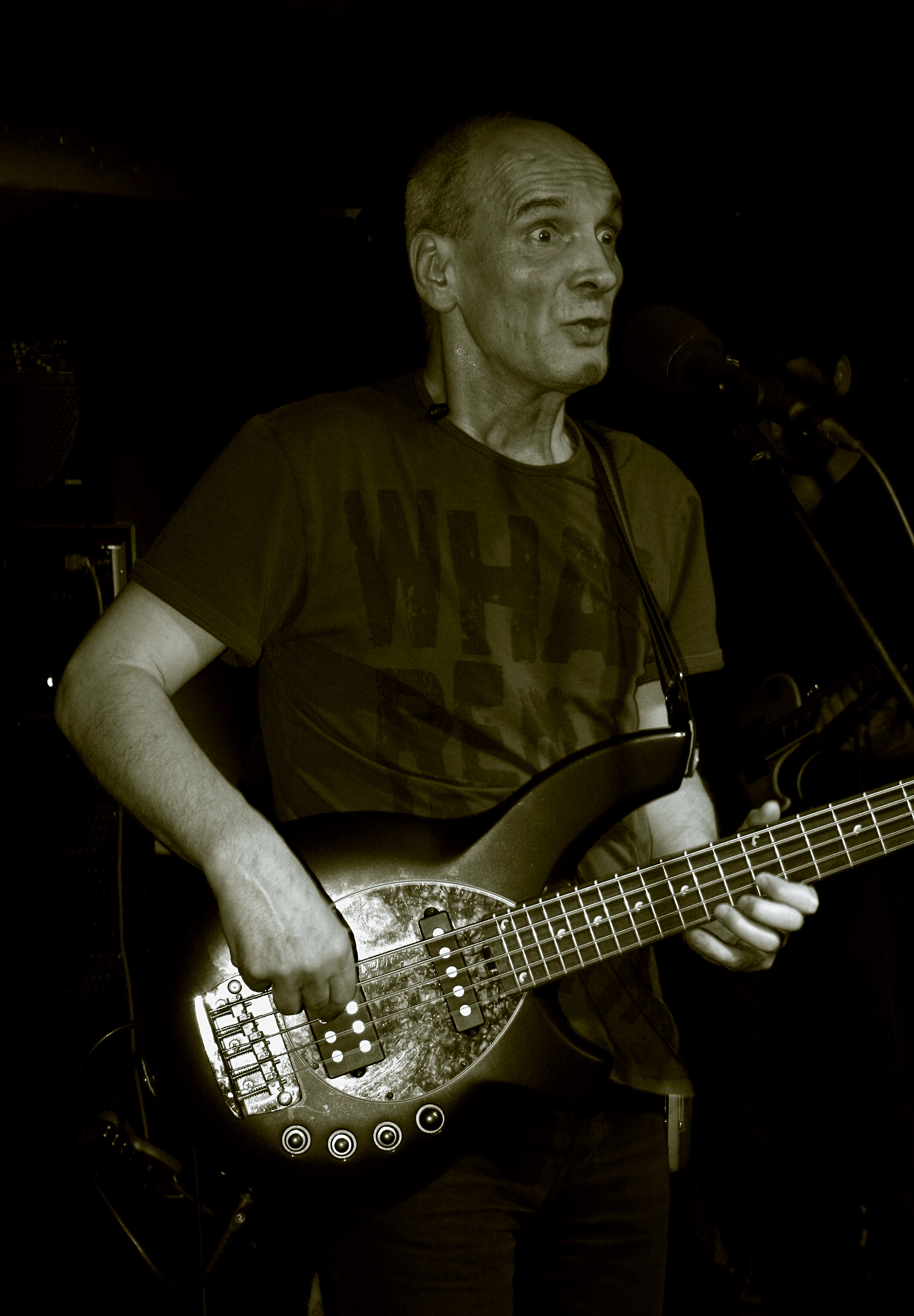
Lech Janerka performing at the Zero Club, Częstochowa in 2011

Ban nhạc tan rã vào năm 1984. Janerka tiếp tục sự nghiệp solo lâu dài; Pociecha hợp tác với Janerka trong hai album nữa. Từ năm 1986 đến năm 1989, Mrozik và Puchała, cùng với Paweł Chyliński (guitar/hát chính), Jacek Fedorowicz (guitar bass) và Zbigniew Kapturski (guitar/ hát chính), tiếp tục biểu diễn dưới tên nhóm là 'Klaus Mit Foch'; sự tái hợp và kết hợp mới này của nhóm đã cho ra mắt album Mordoplan vào năm 1988.

## Thành viên chính
- Lech Janerka (guitar bass/hát chính)
- Krzysztof Pociecha (guitar/hát phụ)
- Wiesław Mrozik (guitar/hát phụ)
- Marek Puchała (trống/hát phụ)

## Đĩa nhạc

### Album
- Klaus Mitffoch (1985)[3]
- Mordoplan (1988, ban nhạc lấy tên Klaus Mit Foch)[4]

### Đĩa đơn
- Ogniowe Strzelby / Smielej (1983)[5]
- Jezu jak się cieszę / O głowie (1983) [6]
- Siedzi / Tutaj wesoło (1984)[7]